# Kempynus longipennis
Kempynus longipennis là một loài côn trùng trong họ Osmylidae thuộc bộ Neuroptera. Loài này được Walker miêu tả năm 1853.